# تشارلز غريفيثز (سياسي)
تشارلز غريفيثز (بالإنجليزية: Charles Griffiths)‏ هو سياسي أسترالي، ولد في 26 يونيو 1903 في أستراليا، وتوفي في 17 مايو 1982. حزبياً، نشط في حزب العمال الأسترالي. وقد انتخب عضو مجلس النواب الأسترالي عن دائرة Division of Shortland ‏ (10 ديسمبر 1949 – 2 نوفمبر 1972).